# معلومات مغلوطة عن جائحة كورونا من قبل الصين
شاركت الحكومة الصينية بنشاط في المعلومات المضللة للتقليل من ظهور COVID-19 في الصين والتلاعب بالمعلومات حول انتشاره في جميع أنحاء العالم. كما احتجزت الحكومة المبلغين عن المخالفات والصحفيين الذين زعموا أنهم كانوا ينشرون الشائعات عندما كانوا يثيرون مخاوفهم علنًا بشأن نقل الأشخاص إلى المستشفى بسبب مرض غامض يشبه السارس.
اللوم على الفشل في الإبلاغ عن حالات COVID-19 في البداية غير واضح بسبب صعوبة تحديده على أنه فشل من قبل المسؤولين المحليين أو الوطنيين. أفادت وكالة أسوشيتد برس أن القمع السياسي المتزايد جعل المسؤولين أكثر ترددًا في الإبلاغ عن الحالات دون الحصول على ضوء أخضر واضح من الأعلى. هناك تحقيقات جارية في محاولة لفهم ما حدث، بما في ذلك تحقيق من قبل منظمة الصحة العالمية. منظمة (WHO) التي ستحقق في ما عرفه مسؤولو ووهان وقت تفشي المرض.
قال عرض في 14 فبراير 2021 من قبل وكالة أسوشيتيد برس إن الصين لعبت دورًا رائدًا في نشر المعلومات المضللة ونظريات المؤامرة حول COVID-19.

## الاستجابة الأولية

### التقليل من أهمية العلامات المبكرة
في الأسابيع الأولى، تم التقليل من المخاطر التي يتعرض لها الجمهور، ما ترك 11 مليون من سكان ووهان غير مدركين للفيروس وعرضة للإصابة به. تم إلقاء اللوم على الدوافع السياسية جزئيًا في إحجام المسؤولين المحليين عن الإعلان للجمهور لأنهم كانوا يستعدون لمؤتمراتهم السنوية في يناير. على الرغم من الزيادة في حالات كوفيد، استمر المسؤولون في إعلان أنه من المحتمل أنه لم يكن هناك المزيد من الإصابات.
في مقابلة أجريت في مارس 2020، صرحت Ai Fen، مديرة قسم الطوارئ في مستشفى ووهان المركزي، في مقابلة أنه (أخبرها الرؤساء ... أن لجنة الصحة في ووهان أصدرت توجيهًا بأن العاملين الطبيين يجب عليهم عدم الكشف عن أي شيء عن الفيروس، أو المرض الذي تسبب فيه، لتجنب إثارة الذعر).
كتب كريس باكلي وستيفن لي مايرز في صحيفة نيويورك تايمز أن تعامل الحكومة الأولي مع الوباء سمح للفيروس بالسيطرة على الفيروس. في اللحظات الحرجة، اختار المسؤولون وضع السرية والنظام قبل مواجهة الأزمة المتزايدة علنًا لتجنب الذعر العام والإحراج السياسي.
بحلول نهاية ديسمبر 2020، سيطرت الصين على الفيروس. نشرت هيئة الإذاعة البريطانية (بي بي سي) عرضًا استعاديًا حول كيفية قيام وسائل الإعلام الحكومية الصينية والرقابة الحكومية الصينية على الإنترنت بقمع المعلومات السلبية ونشر ما تم الإبلاغ عنه.

## المعلومات المضللة للاستجابة المبكرة
في المراحل الأولى من تفشي المرض، صرحت لجنة الصحة الوطنية الصينية أنه ليس لديها دليل واضح على انتقال العدوى من إنسان إلى إنسان. ومع ذلك، في هذا الوقت كان الانتشار الواسع لانتقال العدوى من إنسان إلى إنسان واضحًا للأطباء وغيرهم من العاملين الصحيين، لكن مُنعوا من التعبير عن مخاوفهم في الأماكن العامة. حافظت الحكومة الصينية على موقفها بأن انتقال العدوى من إنسان إلى آخر لم يتم إثباته حتى 20 يناير 2020 عندما أكد أخيرًا. أشارت الأبحاث المنشورة في 29 يناير 2020 إلى أنه من بين الحالات المؤكدة رسميًا، قد يكون انتقال العدوى من إنسان إلى آخر قد بدأ في ديسمبر 2019، وقد أدى تأخير الكشف عن النتائج حتى ذلك الحين، وليس قبل يناير، إلى انتقادات للسلطات الصحية. قال وانغ جوانجفا، أحد مسؤولي الصحة: كان هناك عدم يقين بشأن انتقال العدوى من إنسان إلى آخر؛ أصيب من قبل مريض في غضون 10 أيام من الإدلاء بالبيان.
في 26 يناير 2020، قام محرر صحيفة الشعب اليومية، الصحيفة الرسمية للجنة المركزية للحزب الشيوعي الصيني (CCP)، بتغريد ادعاء بأن المبنى الأول لمستشفى هوشنشان قد اكتمل في 16 ساعة فقط. ذكرت صحيفة ديلي بيست في اليوم التالي أن المبنى الموضح في الصورة المصاحبة للتغريدة كان في الواقع صورة تسويقية لمبنى حاوية معياري تبيعه شركة Henan K-Home Steel Structure Company، وليس المستشفى الفعلي. زعم باحث في هيومن رايتس ووتش أن المنشور كان جزءًا من حملة المعلومات المضللة للحكومة الصينية لإثارة رد فعل الحكومة. تمت إزالة التغريدة لاحقًا واستبدالها بمقطع فيديو لمباني الحاويات المعيارية التي تجمع في مستشفى هوشنشان، وتذكر مرة أخرى أن المبنى الأول قد اكتمل في 16 ساعة فقط.
في 15 فبراير 2020، نشر الزعيم الصيني الأعلى والأمين العام للحزب الشيوعي الصيني شي جين بينغ مقالًا زعم أنه علم بالوباء في 7 يناير 2020 وأصدر في نفس اليوم طلبًا للحصول على معلومات حول أنشطة احتواء انتشار المرض. ومع ذلك، فإن الإعلان العام الأصلي لاجتماع 7 يناير 2020 لم يذكر الوباء، وكان ادعاء شي غير مدعوم بالأدلة.

## انتشار مواقع منشأ متعددة
قدمت الحكومة الصينية ادعاءات متكررة بأن كوفيد-19 لم ينشأ فقط في ووهان، ولكن عبر مواقع متعددة حول العالم، بدءًا من خريف عام 2019.
في مارس 2020، راجعت صحيفة واشنطن بوست وسائل الإعلام الحكومية الصينية وكذلك المنشورات على وسائل التواصل الاجتماعي واكتشفت أن نظريات المؤامرة المعادية لأمريكا التي تم تداولها بين المستخدمين الصينيين (اكتسبت زخمًا من خلال مزيج من البيانات الرسمية غير المبررة التي تضخمت من خلال وسائل التواصل الاجتماعي والرقابة. والشكوك التي أثارتها وسائل الإعلام الحكومية والمسؤولون الحكوميون).
في مارس 2020، نشرت وسائل الإعلام الحكومية الصينية نظرية مفادها أن انتشار الفيروس ربما يكون قد بدأ في إيطاليا قبل تفشي ووهان ، مشيرة إلى مقابلة أجراها الطبيب الإيطالي جوزيبي ريموزي للإذاعة الوطنية العامة ، حيث ذكر تقارير عن حالات التهاب رئوي غير عادية تعود إلى الوراء. نوفمبر وديسمبر 2019. قال رموزي فيما بعد إن كلماته ملتوية.
في تشرين الثاني (نوفمبر) 2020، نشرت وسائل الإعلام الحكومية الصينية رواية مضللة لتصريحات مدير الطوارئ في منظمة الصحة العالمية مايكل رايان، متكهنًا أن الفيروس قد يكون نشأ خارج الصين. في مقابلة مع رويترز في 27 نوفمبر 2020، قال ريان: من الواضح من منظور الصحة العامة أنك تبدأ تحقيقاتك حيث ظهرت الحالات البشرية لأول مرة. وكرر أن منظمة الصحة العالمية ستسعى لإرسال فريق تحقيق إلى الصين إلى التحقيق في أصل الفيروس.
في ديسمبر 2020، أساءت وسائل الإعلام الصينية فهم بحث أجراه ألكسندر كيكولي، مدير معهد أبحاث الأمن الحيوي في هالي، واستخدمته في الإشارة إلى ظهور الفيروس في إيطاليا. في وسائل الإعلام التي نشرتها وكالة أنباء شينخوا، تشاينا ديلي، وشبكة تلفزيون الصين العالمية (CGTN)، اقتبس مقتطفات من مقابلة أجراها كيكولي مع ZDF، ما زعم أن 99.5% من فيروس كورونا المنتشر في جميع أنحاء العالم في ذلك الوقت كان من متغير نشأ في شمال إيطاليا. في مقابلات لاحقة، قال كيكولي إن كلماته كانت ملتوية، واصفًا تقارير وسائل الإعلام الصينية بأنها دعاية خالصة.
في ديسمبر 2020، عرضت صحيفة الشعب اليومية دراسة أجراها علماء مرتبطون بأكاديمية العلوم الصينية المدعومة من الدولة افترضت أن أول انتقال من إنسان إلى إنسان حدث في شبه القارة الهندية قبل ثلاثة إلى أربعة أشهر من تفشي ووهان. نشرت الدراسة، التي لم تخضع لمراجعة الأقران، على منصة SSRN لما قبل الطباعة. تم سحبه لاحقًا من المنصة بناءً على طلب المؤلفين.